# Kojiro Yasuda
Kojiro Yasuda (安田 虎士朗 Yasuda Kojirō?, nacido el 14 de agosto de 2003 en Ishikawa) es un futbolista japonés que juega como centrocampista.
En 2019, Yasuda se unió al FC Tokyo de la J1 League.

## Trayectoria

### Clubes
| Club     | País  | Año    |
| -------- | ----- | ------ |
| FC Tokyo | Japón | 2019 - |

## Estadística de carrera

### J. League
| Club            | Año   | J. League | J. League | Copa J. League | Copa J. League | Total | Total |
| Club            | Año   | Part.     | Goles     | Part.          | Goles          | Part. | Goles |
| --------------- | ----- | --------- | --------- | -------------- | -------------- | ----- | ----- |
| FC Tokyo        | 2019  | 0         | 0         | 0              | 0              | 0     | 0     |
| FC Tokyo sub-23 | 2019  | 9         | 0         | -              | -              | 9     | 0     |
| Total           | Total | 9         | 0         | 0              | 0              | 9     | 0     |